# Rockaway Beach (singel)
Rockaway Beach – singel zespołu Ramones promujący album Rocket to Russia, wydany w 1977 przez wytwórnię Sire Records.

## Lista utworów
Wersja amerykańska (7"):
1. „Rockaway Beach” (Dee Dee Ramone) – 2:06
2. „Locket Love” (Dee Dee Ramone) – 2:09

Wersja brytyjska (7"):
1. „Rockaway Beach” (Dee Dee Ramone) – 2:06
2. „Teenage Lobotomy” (Dee Dee Ramone) – 2:00
3. „Beat on the Brat” (Tommy Ramone/Dee Dee Ramone) – 2:12

Wersja holenderska (7"):
1. „Rockaway Beach” (Dee Dee Ramone) – 2:06
2. „I Remember You” (Tommy Ramone) – 2:20

Wersja belgijska (12") (Philips Records):
1. „Rockaway Beach” (Dee Dee Ramone) – 2:06
2. „Teenage Lobotomy” (Dee Dee Ramone) – 2:00
3. „Beat on the Brat” (Tommy Ramone/Dee Dee Ramone) – 2:12

## Skład
- Joey Ramone – wokal
- Johnny Ramone – gitara, wokal
- Dee Dee Ramone – gitara basowa, wokal
- Tommy Ramone – perkusja, producent